# Massimo Enrico Baroni
Pour les articles homonymes, voir Baroni.
Massimo Enrico Baroni (Catane, 28 avril 1973) est un homme politique italien.

## Biographie
En 2013, il est élu député de la circonscription Latium 1 pour le Mouvement 5 étoiles, il est réélu en 2018.